# Trachelas shilinensis
Espèce
Trachelas shilinensis est une espèce d'araignées aranéomorphes de la famille des Trachelidae.

## Distribution
Cette espèce est endémique du Yunnan en Chine,. Elle se rencontre dans les xians de Shilin et d'Eshan entre 1 615 et 1 846 m d'altitude.

## Description
Les femelles mesurent de 4,09 à 4,80 mm.

## Étymologie
Son nom d'espèce, composé de shilin et du suffixe latin -ensis, « qui vit dans, qui habite », lui a été donné en référence au lieu de sa découverte, le xian de Shilin.

## Publication originale
- Jin, Yin & Zhang, 2017 : Four new species of the genus Trachelas L. Koch, 1872 and the first record of T. vulcani Simon, 1896 from south-west China (Araneae: Trachelidae). Zootaxa, no 4324(1), p. 23-49.